# Чидозі Авазьєм
Чидозі Авазьєм (англ. Chidozie Awaziem, нар. 1 січня 1997, Енугу) — нігерійський футболіст, півзахисник клубу «Боавішта» та національної збірної Нігерії.

## Клубна кар'єра
Народився 1 січня 1997 року в місті Енугу. Вихованець клубу «Ель-Канемі Ворріорс». У 2014 році він був помічений скаутами португальського «Порту» і перейшов в академію клубу, де провів наступний рік, після чого був заявлений за дублюючу команду. 9 серпня 2015 року в матчі проти «Портімоненсі» він дебютував за неї у Сегунда-лізі. 30 жовтня в поєдинку проти «Шавіша» Авазьєм забив свій перший гол за дублерів. Загалом у сезоні 2015/16 зіграв у 24 матчах за дубль і допоміг команді стати чемпіонами другого дивізіону.
27 січня 2016 року в матчі Кубка португальської ліги проти «Фейренсі» він дебютував за основний склад команди. 12 лютого в дербі проти «Бенфіки» Чидозі дебютував у Сангріш-лізі.
5 липня 2017 року Авазьєм відправився в річну оренду в французький «Нант». 6 серпня в матчі проти «Лілля» він дебютував у Лізі 1. 21 жовтня в поєдинку проти «Генгама» Чидозі забив свій перший гол за «Нант». Станом на 30 травня 2018 року відіграв за команду з Нанта 22 матчі в національному чемпіонаті.

## Виступи за збірну
У квітні 2016 року тренер національної збірної Нігерії Салісу Юсуф викликав Авазьєма для участі в товариських матчах зі збірними Малі і Люксембургу, однак на поле Чидозі не виходив. Дебют гравця збірної відбувся 1 червня 2017 року в товариському матчі проти збірної Того, який нігерійська команда виграла з рахунком 3:0.
У травні 2018 року потрапив у розширений список команди на чемпіонат світу 2018 року в Росії.

## Досягнення
- Володар Суперкубка Португалії:

«Порту»: 2018
- Володар Кубка Хорватії:

«Хайдук»: 2022-23
Збірні
- Бронзовий призер Кубка африканських націй: 2019